# Ratchet & Clank: Into the Nexus
Ratchet & Clank: Into the Nexus (conegut com a Ratchet & Clank: Nexus a les regions PAL) és un videojoc de plataformes del 2013 desenvolupat per Insomniac Games i publicat per Sony Computer Entertainment per a PlayStation 3. És la vuitena entrega principal de Ratchet & Clank, i el quart de la saga Future La sèrie destaca per la inclusió d'ubicacions exòtiques i úniques i gadgets exagerats, elements de l'experiència tradicional de Ratchet & Clank que tornen en aquest joc.
Into the Nexus va rebre una recepció generalment positiva després del llançament, encara que inferior als jocs anteriors de la saga Future, amb els crítics elogiant els seus gràfics, jugabilitat, controls i humor, però criticant la seva història i la curta durada. El següent llançament de la sèrie, una reimaginació de la primera entrega, es va llançar per a PlayStation 4 l'abril de 2016, mentre que una seqüela adequada, titulada Ratchet & Clank: Rift Apart, es va llançar per a PlayStation 5 el juny de 2021.

## Crítica
El joc va rebre crítiques possitives.